# 타쿠와
타쿠와(일본어: TAKUWA, 본명: 김정석, 1995년 8월 11일 ~ )는 대한민국의 래퍼이다. '타쿠와'라는 예명은 일본어 '오타쿠'(おたく)와 '카와이'(かわいい)의 합성어이다. 현재 트위치 스트리밍을 진행하고 있다.

## 학력
- 흥덕고등학교 (졸업)

## 방송 출연
- 《쇼미더머니 8》 3위
- 《쇼미더머니 9》 2차 탈락
- 《내일부터 나도 유튜버》 3위
- 《드랍더비트》 Top48
- 《방구석 래퍼》 준우승
- 《쇼미더머니 11》 1차 탈락

## 경력
Show Me The Money 5에 처음으로 등장하였으나 1차 예선에서 탈락했고 Show Me The Money 777에 다시 도전장을 내밀었으나 1차에서 탈락했다. 하지만 Show Me The Money 777의 우승자인 나플라가 이름은 잘 기억나지 않지만 타쿠와가 가장 인상깊은 참가자였다고 쿠키 영상에서 밝혔다.《Show Me The Money 8》에 다시 도전하여 1차 예선에서 재치있는 가사로 기리보이에게 합격목걸이를 받았다. 2·3차 예선은 편집되었으나 모두 합격했다. 1대1크루 배틀에서 허성현과 붙어 좋은 모습을 보여주며 승리했다. 그리고 크루대항전에서 서동현과 붙게 되었고 크루원인 오왼이 탈락하며 다음 라운드로 진출했다. 크루 음원 배틀에서는 '땡땡'이라는곡에 참여했다. 자신의 인스타에 가사 해석본을 올렸다. 그리고 크루 디스 배틀에서는 우디 고차일드와 붙게 되었지만 결국 패배하였다. 그 뒤 크루 리벤지 배틀에서는 우디 고차일드와 '개성시대'라는 곡을 만들었고 40표차이로 승리했다. 그리고 본선 8강에 진출하여 한요한과 '위로'라는 곡을 불렀고 짱유를 상대로 230만원 가량의 돈을 얻어내며 근소한 차이로 승리하였다. 그리고 우승후보였던 EK를 이긴 래퍼 펀치넬로와 세미 파이널에서 붙게 되었다. 곡은 스윙스와 키드밀리가 피처링한 '갈래'라는 곡이었는데 현장투표에서는 앞서고 있었으나 문자투표에 밀려 패배하였고 서동현과 함께 공동 3위로 시즌을 마무리지었다. Show Me The Money 9에 지원하였다. 하지만 1차 예선 통과 후 진행된 60초 팀 래퍼 선발전에서 가사를 저는 바람에 탈락하고 만다. 쇼미9에서 성형 수술을 했다고 밝혔다.

## 음반 목록

### 싱글
- 2018년 10월 24일 Fugarash! (Feat. BRADYSTREET) (Prod. Eddy player)
- 2018년 12월 7일 OKAROL (Feat. Leaf) (Prod. Cash Note)
- 2019년 4월 18일 BAD BOY THUGGY (Feat. Leaf) (Prod. Purpleboi
- 2019년 위로 (Feat. 한요한)
- 2019년 갈래 (Feat. 스윙스, Kid Milli)
- 2019년 기역시옷
- 2020년 타쿠와가 성현이와 한것(feat.Rose be Penny)